# Sportåret 2009

## Händelser

### Amerikansk fotboll
- 1 februari - På Raymond James Stadium i Tampa i delstaten Florida i USA spelas finalen i Super Bowl för säsongen 2008/2009, där Pittsburgh Steelers slår Arizona Cardinals med 27-23.

### Bandy
- 18-25 januari - Världsmästerskapet för herrar spelas i Sverige. Sverige vinner turneringen genom att besegra Ryssland med 6-1 i finalen i ABB Arena i Västerås, medan Finland slår Kazakstan med 7-5 i matchen om bronsmedaljerna.[1]
- 21 mars - På Studenternas IP i Uppsala spelas de svenska bandyfinalerna, som avgör SM i sporten. IFK Nässjö vinner damernas final mot AIK med 2-1.[2][3] Västerås SK vinner herrarnas mot Edsbyns IF med 5-4.[4][5]

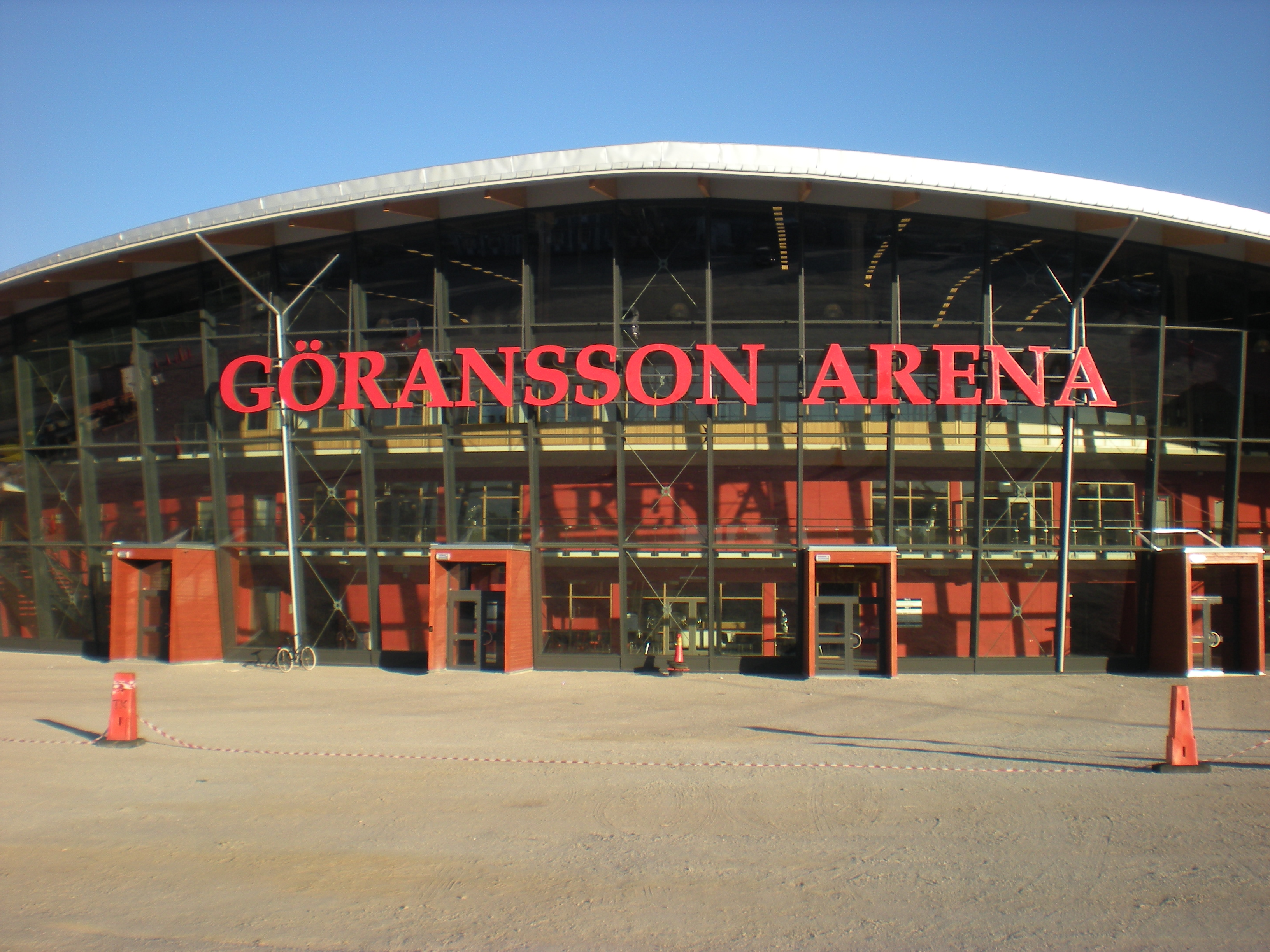
Göransson Arena

- 30 maj - Göransson Arena i Sandviken invigs.[6]
- 4 oktober - Sandvikens AIK vinner Svenska cupen efter finalseger med 8-3 mot Hammarby IF i Västerås.[7][8]
- 18 oktober - Hammarby IF besegrar HK Zorkij med 6-2 i World Cup-finalen i Sandviken.[9]

### Baseboll
- 4 november - American League-mästarna New York Yankees vinner World Series med 4-2 i matcher över National League-mästarna Philadelphia Phillies.[10]

### Basket
- 14 juni - Los Angeles Lakers vinner NBA-finalserien mot Orlando Magic.[11]
- 20 juni - Frankrike vinner damernas Europamästerskap genom att finalslå Ryssland med 57-53 i Riga.[12]
- 16 september - Spanien vinner herrarnas Europamästerskap genom att finalslå Serbien med 85-63	i Katowice.[13]

### Bowling
- 3-12 april -  Sverige arrangerar junior-Europamästerskapen i bowling. Spelplats är Baltiska hallen i Malmö.

### Drakbåtspaddling
- Den 26-30 augusti avgjordes drakbåts-VM för landslag 2009 i Prag i Tjeckien.
- Under sommaren gick World Games i Taiwan med drakbåt som uppvisningsidrott.

### Fotboll
- 20 maj - Sjachtar Donetsk vinner UEFA-cupen genom att besegra SV Werder Bremen med 2–1 efter förlängning i finalen på Fenerbahçe Şükrü Saracoğlu Stadyumu i Istanbul.[14]
- 22 maj - FCR 2001 Duisburg vinner UEFA Women's Cup genom att besegra Zvezda 2005 Perm i finalserien.[15]
- 24 maj - Manchester United FC vinner Premier League.[16]
- 27 maj - FC Barcelona vinner UEFA Champions League genom att besegra Manchester United FC med 2–0 i finalen på Stadio Olimpico di Roma i Rom.[14]
- 30 maj - Chelsea FC vinner FA-cupfinalen mot Everton FC med 2-1 på Wembley Stadium.[17]
- 31 maj - Internazionale FC vinner Serie A.[18] Zlatan Ibrahimović vinner Serie A:s skytteliga som första svensk sedan säsongen 1954/1955.
- 14-28 juni - Brasilien vinner FIFA Confederations Cup i Sydafrika genom att finalslå USA med 3-2 i Johannesburg medan Spanien slår Sydafrika med 3-2 efter förlängning i matchen om tredje pris.[19]
- 15-29 juni - U21-Europamästerskapet för herrar spelades i Sverige. Tyskland besegrar England med 4-0 i finalen i Malmö.[20]
- 1 juli - Cristiano Ronaldo skrev på för Real Madrid efter att de betalat 1 miljard kronor till hans före detta klubb Manchester United vilket är den högsta summan som någonsin betalats för en fotbollsspelare.
- 23 augusti-10 september - Europamästerskapet för damer spelades i Finland. Tyskland besegrar England med 6-2 i finalen i Helsingfors.[21]
- 13 oktober - Linköpings FC vinner Svenska cupen för damer genom att besegra Umeå IK med 2–0 i finalen på Folkungavallen i Linköping.[22]
- 1 november - AIK vinner Allsvenskan, och blir svenska herrmästare.[23]
- 7 november
  - AIK tar därmed hem dubbeln för första gången i klubbens historia genom att vinna Svenska cupen för herrar, då man i finalen besegrar IFK Göteborg med 2–0 på Råsunda fotbollsstadion i Solna.[23][24]
  - Linköpings FC vinner Damallsvenskan, och blir svenska dammästare.[25]

### Friidrott
- 15-23 augusti - Världsmästerskapen 2009 i Berlin.
- 31 december - James Kipsang Kwambai, Kenya vinner herrklassen och Pasalia Kipkoech Chepkorir, Kenya vinner damklassen vid Sylvesterloppet i São Paulo.[26]
- Deriba Merga, Etiopien vinner herrklassen vid Boston Marathon.[27] medan Salina Kosgei, Kenya vinner damklassen.[28]

### Golf
- 15 juni - 22-åriga Anna Nordqvist, Sverige vinner LPGA-mästerskapet och blir därmed yngsta svenska som har vunnit en majortitel i golf.

### Handboll
- 16 januari-1 februari - Världsmästerskapet för herrar spelas i Kroatien. Frankrike vinner turneringen genom att besegra Kroatien med 24-19 i finalen, medan Polen slår Danmark med 31-23 i matchen om bronsmedaljerna.[29]
- 9 maj - Svenska mästerskapsfinalerna spelas i Globen. Alingsås HK vinner herrfinalen mot Guif. IK Sävehof vinner damfinalen mot IFK Skövde.
- 28 november-13 december - Världsmästerskapet för damer i Folkrepubliken Kina. Ryssland vinner turneringen genom att besegra Frankrike med 25-22 i finalen, medan Norge slår Spanien med 31-26 i matchen om bronsmedaljerna.[29]

### Innebandy
- 18 april
  - AIK blir svenska herrmästare genom att besegra Warbergs IC 85 med 6–2 i finalen i Globen i Stockholm.[30]
  - Balrog Botkyrka/Södertälje IK blir svenska dammästare genom att besegra IBF Falun med 4–2 i finalen i Globen i Stockholm.
- 5-12 december - Sverige vinner världsmästerskapet för damer i Västerås i Sverige, genom att besegra Schweiz med 4–2 i finalen i ABB Arena Nord i Västerås. Finland tar brons.[31]

### Ishockey
- 5 januari - Kanada vinner juniorvärldsmästerskapet i Ontario genom att finalslå Sverige med 5-1.[32]
- 28 januari - ZSC Lions vinner Champions Hockey League 2008/2009.[33]
- 22 mars - AIK blir svenska mästare på damsidan genom att vinna finalen mot Segeltorps IF med 5–0 i Sandviken.[34]
- 5-12 april - Damernas världsmästerskap spelas i orterna Tavastehus och Vanda i Finland, och vinns av USA före Kanada och Finland.[35]
- 8 april - Färjestads BK blir svenska mästare på herrsidan, då man besegrat HV 71 med 4-1 i matcher och tagit sitt åttonde guld.[36]
- 24 april-10 maj - Världsmästerskapet för herrar spelas i Bern och Kloten i Schweiz. Ryssland besegrar Kanada med 2-1 i finalen och Sverige besegrar USA med 4-2 i bronsmatchen.[37]
- 8 maj - Georgien inträder i IIHF.[38]
- 12 juni - Pittsburgh Penguins vinner Stanley Cup genom att vinna finalserien mot Detroit Red Wings med 4-3 i matcher.[39]

### Lacrosse
- 7 augusti - Federation of International Lacrosse, sportens nya förbund, håller sitt första möte efter att ha skapats genom sammanslagning av herrarnas och damernas förbund, International Lacrosse Federation respektive International Federation of Women's Lacrosse Associations.[40]

### Motorsport
- 14 juni - David Brabham, Marc Gené och Alexander Wurz vinner Le Mans 24-timmars med en Peugeot 908 HDi FAP.
- 25 oktober – Sébastien Loeb, Frankrike blir världsmästare i rally.

### Orientering
- 18-19 april: 10-mila avgjordes i Perstorp. Kristiansand OK vinner herrkaveln, Halden SK vinner damkaveln och Södertälje-Nykvarn Orientering vinner ungdomskaveln.
- 14 juni: Jukolakavlen avgjordes, Kristiansand OK vinner.
- 16-23 augusti - Världsmästerskapen avgörs i Miskolc.[41] Sverige vinner 1 guld och 2 silver.
- 18-24 juli: O-Ringen avgjordes i Eksjö. 13.000 personer deltar, Helena Jansson och Martin Johansson vinner elit-tävlingarna.
- 10 oktober: 25-manna avgjordes i Västerhaninge. Halden SK vinner.

### Rugby league
- 22 mars - 20-årige forwardpslearen Leon Walker från Maesteg, Sydwales kollpsar och avlider på plan under resercmatch mellan Wakefield Wildcats och Celtic Crusaders.[42]

### Skidsport
- 2-15 februari - I Val-d'Isère i Frankrike arrangeras världsmästerskapen i alpin skidsport 2009.
- 13-22 februari - I Pyeongchang i Sydkorea arrangeras världsmästerskapen i skidskytte 2009.
- 18 februari-1 mars - I Liberec i Tjeckien arrangeras världsmästerskapen i nordisk skidsport 2009.
- 1 mars - Det 85:e Vasaloppet avgörs. Daniel Tynell, Grycksbo IF och Sandra Hansson, Uddevalla IS blev herr- respektive damsegrare.[43]
- 3-8 mars - Världsmästerskapen i skidorientering avgörs i Rusutsu.[44]

### Tennis
- 31 maj - Sveriges Robin Söderling blir först att besegra Spaniens Rafael Nadal i Franska öppna. Söderling bryter även Rafael Nadals imponerande svit med 48 raka segrar på grus där matcher avgörs i bäst av fem set.
- 19 juli - Sveriges Robin Söderling vinner herrfinalen i Swedish Open i Båstad mot Argentinas Juan Monaco.
- 8 november - Italien vinner Fed Cup genom att finalbesegra USA med 4-0 i Reggio Calabria.[45]
- 6 december - Spanien vinner Davis Cup genom att finalbesegra Tjeckien med 5-0 i Palau Sant Jordi.[46]

### Volleyboll
- 13 september - Polen vinner herrarnas Europamästerskap genom att finalslå Frankrike med 3-1 i Izmir.[47]
- 4 oktober - Italien vinner damernas Europamästerskap genom att finalslå Nederländerna med 3-0 i Polen.[48]

### Övrigt
- 19 januari - I Sverige får Charlotte Kalla Jerringpriset gällande 2008 för årets bästa svenska idrottsprestation för sin seger i Tour de Ski 2007/2008
- 16—26 juli - World Games 2009 avgörs Kaohsiung, Taiwan. Kina bojkottar invigningsceremonin.[49]

## Avlidna
- 27 januari - Holmfrid Olsson, 65, svensk skidskytt.
- 30 januari - Ingemar Johansson, 76, svensk tungviktsboxare.
- 23 mars - Lloyd Ruby, 81, amerikansk racerförare.[50]
- 1 april - Arne Andersson, 91, svensk löpare, världsrekordinnehavare, bragdguldvinnare.
- 29 maj – Karine Ruby, 31, fransk snowboardåkare [51]
- 19 juli - Henry Surtees, 18, brittisk racerförare.

### Fotnoter
1. ↑  ”World Championships 2008/09”. Bandysidan. http://www.bandysidan.nu/event.php?EVID=137. Läst 20 augusti 2011.
2. ↑  Erik Jonsson (21 mars 2009). ”2000–2009”. Svenska Bandyförbundet. https://www.svenskbandy.se/BANDYFINALEN/HISTORIK/Svenskamastare/Damer/2000-2009/. Läst 19 mars 2020.
3. ↑  Jimmy Andersson. ”Damallsvenskan och kval 08/09”. Jimbo Bandy. Arkiverad från originalet den 24 maj 2012. https://archive.is/20120524214426/http://www.jimbobandy.nu/0809/damallsvenskan.html. Läst 20 augusti 2011.
4. ↑  Erik Jonsson (21 mars 2009). ”2000–2009”. Svenska Bandyförbundet. https://www.svenskbandy.se/BANDYFINALEN/HISTORIK/Svenskamastare/Herrar/2000-2009/. Läst 19 mars 2020.
5. ↑  Jimmy Andersson. ”Slutspelet 08/09”. Jimbo Bandy. Arkiverad från originalet den 24 maj 2012. https://archive.is/20120524214427/http://www.jimbobandy.nu/0809/slut.html. Läst 20 augusti 2011.
6. ↑  ”Bilder från invigningen”. Göransson Arena. Arkiverad från originalet den 12 augusti 2010. https://web.archive.org/web/20100812051245/http://www.goranssonarena.se/127.html. Läst 20 augusti 2011.
7. ↑  ”Svenska cupen 2009/10”. Bandysidan. http://www.bandysidan.nu/event.php?EVID=147. Läst 19 mars 2020.
8. ↑  Jimmy Andersson. ”Svenska cupen 09/10, 1-4 okt-09”. Jimbo Bandy. Arkiverad från originalet den 24 maj 2012. https://archive.is/20120524214430/http://www.jimbobandy.nu/0910/svcupen.html. Läst 20 augusti 2011.
9. ↑  ”World Cup 2009”. Bandysidan. http://www.bandysidan.nu/event.php?EVID=139. Läst 20 augusti 2011.
10. ↑  ”2009 World Series” (på engelska). Baseball-Reference.com. http://www.baseball-reference.com/postseason/2009_WS.shtml. Läst 25 juni 2015.
11. ↑  ”Basketball Reference”. http://www.basketball-reference.com/leagues/NBA_2009_games.html. Läst 25 augusti 2011.
12. ↑  ”Sport Statistics”. Arkiverad från originalet den 20 september 2015. https://web.archive.org/web/20150920012925/http://todor66.com/basketball/Europe/Women_2009.html. Läst 24 augusti 2011.
13. ↑  ”Sport Statistics”. Arkiverad från originalet den 23 augusti 2011. https://web.archive.org/web/20110823100710/http://todor66.com/basketball/Europe/Men_2009.html. Läst 24 augusti 2011.
14. 1 2  ”UEFA European Competitions 2008-09” (på engelska). RSSSF. http://www.rsssf.com/ec/ec200809.html. Läst 16 augusti 2011.
15. ↑  ”UEFA Club Championship (Women) 2008/09” (på engelska). RSSSF. http://www.rsssf.com/ec/ec-wom09.html. Läst 16 augusti 2011.
16. ↑  ”England 2008/09” (på engelska). RSSSF. http://www.rsssf.com/tablese/eng09.html. Läst 16 augusti 2011.
17. ↑  ”England FA Challenge Cup 2008-2009” (på engelska). RSSSF. http://www.rsssf.com/tablese/engcup09.html. Läst 19 augusti 2012.
18. ↑  ”Italy 2008/09” (på engelska). RSSSF. http://www.rsssf.com/tablesi/ital09.html. Läst 23 mars 2020.
19. ↑  ”FIFA/Confederations Cup 2009” (på engelska). RSSSF. http://www.rsssf.com/tablesi/intconcup.html#09. Läst 16 augusti 2011.
20. ↑  ”European U-21 Championship 2009” (på engelska). RSSSF. http://www.rsssf.com/tablese/eur-u21-2009.html. Läst 16 augusti 2011.
21. ↑  ”European Women Championship 2009” (på engelska). RSSSF. http://www.rsssf.com/tablese/eur-women09.html. Läst 12 augusti 2011.
22. ↑  Mats Taxén (13 oktober 2009). ”Linköping mästare igen”. Svenska Fotbollförbundet. Arkiverad från originalet den 23 mars 2020. https://web.archive.org/web/20200323135110/https://www2.svenskfotboll.se/cuper-och-serier/svenska-cupen-damer/resultat-tidigare-ar/linkoping-mastare-igen/. Läst 23 mars 2020.
23. 1 2  ”Sweden 2009” (på engelska). RSSSF. http://www.rsssf.com/tablesz/zwed09.html. Läst 16 augusti 2011.
24. ↑  Larne Wallisson (7 november 2009). ”AIK tog hem dubbeln”. Svenska Fotbollförbundet. Arkiverad från originalet den 23 mars 2020. https://web.archive.org/web/20200323192109/https://www2.svenskfotboll.se/cuper-och-serier/svenska-cupen-herrar/resultat-tidigare-ar/2009/. Läst 23 mars 2020.
25. ↑  ”Sweden (Women) 2009” (på engelska). RSSF. http://www.rsssf.com/tablesz/zwed-wom09.html. Läst 20 mars 2020.
26. ↑  ”2000” (på portugisiska). Sylvesterloppet. Arkiverad från originalet den 1 mars 2014. https://web.archive.org/web/20140301034122/http://www.saosilvestre.com.br/2000. Läst 19 augusti 2012.
27. ↑  ”Boston Marathon”. Arkiverad från originalet den 27 april 2015. https://web.archive.org/web/20150427035419/http://www.baa.org/races/boston-marathon/boston-marathon-history/past-champions/past-mens-open-champions.aspx. Läst 9 april 2011.
28. ↑  ”Boston Marathon”. Arkiverad från originalet den 7 mars 2012. https://web.archive.org/web/20120307073943/http://www.baa.org/races/boston-marathon/boston-marathon-history/past-champions/past-womens-open-champions.aspx. Läst 9 april 2011.
29. 1 2  ”Sport Statistics”. Arkiverad från originalet den 29 september 2016. https://web.archive.org/web/20160929231146/http://www.todor66.com/handball/World/Men_2009.html. Läst 23 augusti 2011.
30. ↑  ”SM-slutspel herrar 2008/09”. Svenska Innebandyförbundet. Arkiverad från originalet den 15 december 2011. https://web.archive.org/web/20111215211538/http://www.innebandy.se/sv/StatistikHistorik/Statistik-och-rekord-herrar-elit/SM-slutspel-genom-tiderna-herrar1/200809/. Läst 22 augusti 2011.
31. ↑  ”Datum i innebandyhistorien”. Svenska Innebandyförbundet. Arkiverad från originalet den 15 maj 2021. https://web.archive.org/web/20210515132333/https://epiadmin.innebandy.se/sv/StatistikHistorik/Datum-i-innebandyhistorien/. Läst 22 augusti 2011.
32. ↑  ”Championnat du monde 2009 des moins de 20 ans” (på franska). Hockey Archives. 5 januari 2009. https://www.hockeyarchives.info/U-20_2009.htm. Läst 9 september 2012.
33. ↑  ”Champions Hockey League 2008/09” (på franska). Hockey Archives. 28 januari 2009. https://www.hockeyarchives.info/CHL2009.htm. Läst 15 augusti 2011.
34. ↑  ”Championnat de Suède féminin 2008/09” (på franska). Hockey Archives. 28 januari 2009. https://www.hockeyarchives.info/Suefem2009.htm. Läst 22 mars 2011.
35. ↑  ”Championnats du monde féminins 2009” (på franska). Hockey Archives. 12 april 2009. https://www.hockeyarchives.info/mondefem2009.htm. Läst 15 augusti 2011.
36. ↑  ”Championnat de Suède 2008/09” (på franska). Hockey Arhives. 8 april 2009. https://www.hockeyarchives.info/Suede2009.htm. Läst 15 augusti 2011.
37. ↑  ”Championnats du monde 2009” (på franska). Hockey Archives. 10 maj 2009. https://www.hockeyarchives.info/mondial2009.htm. Läst 15 augusti 2011.
38. ↑  ”Georgia” (på engelska). International Ice Hockey Federation. 8 maj 2009. https://www.iihf.com/en/associations/344/georgia. Läst 21 augusti 2011.
39. ↑  ”NHL 2008/09” (på franska). Hockey Archives. 12 juni 2009. https://www.hockeyarchives.info/NHL2009.htm. Läst 15 augusti 2011.
40. ↑  Logue, Brian (13 augusti 2008). ”ILF, IFWLA Merge to Form FIL”. Lacrosse Magazine. Arkiverad från originalet den 17 augusti 2008. https://web.archive.org/web/20080817035950/http://laxmagazine.cstv.com/sports/s-inter/spec-rel/081308aae.html. Läst 15 november 2008.
41. ↑  ”World Orienteering Championships 2009” (på engelska). http://orienteering.org/events/?event_id=52. Läst 20 augusti 2012.
42. ↑  Wardrop, Murray (23 mars 2009). ”Rugby league player dies during match”. telegraph.co.uk (Storbritannien: Telegraph Media Group Limited). http://www.telegraph.co.uk/sport/rugbyleague/5034566/Rugby-league-player-dies-during-match.html. Läst 15 juni 2010.
43. ↑  ”Historiska segrare”. Vasaloppet. Arkiverad från originalet den 22 mars 2020. https://web.archive.org/web/20200322121012/https://www.vasaloppet.se/wp-content/uploads/sites/1/2019/09/historiska_segrare_vasaloppet_sve_2019-09-18.pdf. Läst 5 september 2011.
44. ↑  ”World Ski Orienteering Championships 2009” (på engelska). http://orienteering.org/events/?event_id=131. Läst 9 september 2012.
45. ↑  ”Fed Cup”. Arkiverad från originalet den 8 maj 2012. https://web.archive.org/web/20120508164529/http://www.fedcup.com/en/results/tie/details.aspx?tieId=100012361. Läst 21 augusti 2011.
46. ↑  ”Davis Cup”. http://www.daviscup.com/en/results/tie/details.aspx?tieId=100012248. Läst 20 augusti 2011.
47. ↑  ”Sport Statistics”. Arkiverad från originalet den 26 juni 2015. https://web.archive.org/web/20150626125751/http://todor66.com/volleyball/Europe/Men_2009.html. Läst 24 augusti 2011.
48. ↑  ”Sport Statistics”. Arkiverad från originalet den 1 mars 2011. https://web.archive.org/web/20110301110644/http://todor66.com/volleyball/Europe/Women_2009.html. Läst 24 augusti 2011.
49. ↑  ”Lloyd Ruby, Star-Crossed Indy 500 Racer, Dies at 81” (på engelska). The New York Times. 24 mars 2009. https://www.nytimes.com/2009/03/25/sports/autoracing/25ruby.html. Läst 16 februari 2019.
50. ↑  ”Fransk snowboardstjärna död”. Svenska Dagbladet. 29 maj 2009. http://www.svd.se/sportspel/nyheter/artikel_2977877.svd. Läst 29 maj 2009.